# FC Dolgoprudny
El FC Dolgoprudny (del ruso: «ФК Долгопрудный») es un club de fútbol ruso de la ciudad de Dolgoprudny, fundado en 1998. El club juega en la segunda división, el tercer nivel en el sistema de ligas ruso.
El 25 de mayo de 2020 FGC "Dolgoprudny" anunció oficialmente la fusión con el club de fútbol " Olympus ", el equipo pudo participar en el Liga de Fútbol Profesional de Rusia en la temporada 2020/21 . El campeonato se interrumpió debido a la pandemia del COVID-19, pero después continuó y el Dolgoprudny ocupó el primer lugar en el Grupo 2 del Campeonato de la PFL en la temporada 2020/21.